# Visualizador/verbalizador
Visualizador/verbalizador es un estilo cognitivo, término usado en psicología.
Este estilo cognitivo hace referencia a la manera en que un individuo atiende y procesa la información. Así, alguien visualizador se basa sobre todo en la información que le llega por el canal visual, mientras que alguien verbalizador lo hará por las palabras leídas o escuchadas para procesar la información.
Las aptitudes cognitivas utilizadas serían diferentes: los visualizadores utilizan la memoria viso-espacial y los verbalizadores la comprensión o la clasificación verbales.
- Datos: Q6164025